# NGC 1947
NGC 1947 је елиптична галаксија у сазвежђу Златна риба која се налази на NGC листи објеката дубоког неба.
Деклинација објекта је - 63° 45' 39" а ректасцензија 5h 26m 47,3s. Привидна величина (магнитуда) објекта NGC 1947 износи 10,8 а фотографска магнитуда 11,8. Налази се на удаљености од 12,1000 милиона парсека од Сунца. NGC 1947 је још познат и под ознакама ESO 85-87, AM 0526-634, IRAS 05264-6347, PGC 17296.